# Поднебесный, Алексей Николаевич
Алексе́й Никола́евич Поднебе́сный (род. 4 июля 1978, Горький, СССР) — российский блогер, активист.
С конца 2000-х годов Поднебесный занимался общественным активизмом в Нижнем Новгороде. Получил известность в конце 2010-х годов как «лидер движения инцелов» в России, поддерживающий антифеминистские взгляды.

## Биография
Алексей Николаевич Поднебесный родился 4 июля 1978 года в городе Горький (ныне Нижний Новгород).
В 1995 году с серебряной медалью окончил в Нижнем Новгороде среднюю школу и поступил учиться в Нижегородскую государственную архитектурно-строительную академию, откуда 7 января 1998 года был исключён «за нарушение дисциплины», за то, что на защите своей курсовой работы словесно оскорбил декана общетехнического факультета академии, профессора Никольского Е. К.
В том же 1998 году поступил на заочное отделение юридического факультета Нижегородского государственного университета, и окончил его в 2003 году, а затем там же в 2007 году окончил аспирантуру.
В период обучения на юридическом факультете был в феврале 2002 года награждён медалью Министерства образования Российской Федерации «За лучшую научную студенческую работу», в связи с чем сам стал называть себя лучшим молодым учёным России.
С сентября 2002 года до февраля 2005 года работал следователем в прокуратуре Шахуньи. Был уволен «за совершение проступка, порочащего честь прокурорского работника». По последующим утверждениям самого Поднебесного — за то, что он выступал против пыток заключённых и фальсификаций отчётностей. Опыт работы в прокуратуре Поднебесный описал в изданном им в самиздате своём сочинении «В круге втором», однако не привёл в нём ни одного случая своих выступлений против пыток или фальсификаций.
С сентября 2005 по январь 2009 года работал в качестве преподавателя криминологии, уголовного права в Центре дистанционного обучения Нижегородского государственного университета на условиях гражданско-правового договора.
После увольнения из прокуратуры Поднебесный занимался активизмом, организовывал в Нижнем Новгороде митинги и собрания против завышенных тарифов на капремонт и уплотнительной застройки. С 2007 по 2011 год проводил акции против жестокого обращения с бездомными животными, в 2018 году выступал против ликвидации зоопарка. В одном из новостных сюжетов нижегородского телевидения было показано, как он препятствовал коммунальным службам, убиравшим газон: Поднебесный бросался под газонокосилку, пытаясь спасти траву и одуванчики, которые, по его словам, «собирают пыль и дают кислород», и оскорблял матом работников, которые заявляли, что его нужно отправить в «психушку».
В октябре 2010 года Алексей Поднебесный вступил в брак. Летом 2011 года супруги отдыхали на озере Светлояр, где у них произошёл конфликт с двумя нетрезвыми местными жителями. В ходе инцидента Поднебесный нанёс одному из них ножевое ранение в область живота, причинив тяжкий вред здоровью. После этого он вместе с женой уехал в Нижний Новгород. На следующий день в квартиру Поднебесного прибыли сотрудники полиции для опроса, однако он оказал сопротивление, распылив в лицо одному из них перцовый газ, и скрылся. Спустя два дня был задержан и арестован по обвинению в покушении на убийство. Через два месяца освобождён под подписку о невыезде.
Приговором Воскресенского районного суда Нижегородской области от 18 июля 2012 года был признан виновным в совершении преступлений, предусмотренных частью 1 статьи 111 («умышленное причинение тяжкого вреда здоровью») и частью 2 статьи 318 («применение насилия, опасного для здоровья, в отношении представителя власти в связи с исполнением им своих должностных обязанностей») УК РФ, ему было назначено наказание в виде четырёх лет лишения свободы условно. Поднебесный утверждал, что это была провокация — нападавших наняли застройщики, которым он помешал своими митингами, но обжаловать приговор он не стал.

### Движение инцелов (2016—н.в.)
В 2016 году Поднебесный развёлся с женой Евгенией. Он начал изучать проблематику отношений между мужчинами и женщинами, попал на англоязычные форумы инцелов и заинтересовался этим движением. Объединив собственную теорию «вагинокапитализма» (от слов «вагина» и «капитализм») с западной терминологией, он начал собирать сторонников и формировать инцел-движение в России. Движение Поднебесного получило популярность в 2018—2019 годах, когда он стал главным героем шоу на «НТВ», посвящённого отношениям, где рассказал, что до 30 лет был девственником и не пользовался популярностью у женщин. Также был участником одного из выпусков передачи «Мужское / Женское», где жаловался на неудачи в личной жизни.
Я в свои молодые годы был лучшим студентом, был награждён медалью за лучшую научную работу. И у меня десять лет не было девушки. Меня вообще не считали, можно сказать, за человека. Когда я об этом написал, то мне какая-то писательница ответила, что и правильно делали. Для них настоящий мужик — это вот такой бабуин, который ходит всех там посылает, идёт по головам.
Блогер также призывает бороться с феминизмом, который он называет «фемфашизмом». СМИ называют Поднебесного лидером и вождём движения инцелов в России.

#### Теория «вагинокапитализма»
Мне нужен секс, чтобы жить, творить добро. Если вы мне дадите секс, я снова вернусь к жизни, смогу зарабатывать по 100 тыс. в месяц.
В основу своей концепции Поднебесный взял идеи Карла Маркса о равенстве полов. По мнению Поднебесного, мужчины лишены женщинами права на секс, каждый мужчина в браке вынужден платить за секс — приносить домой зарплату и дарить подарки. Поднебесный утверждает, секс — это общественный долг женщин, но они «торгуют» возможностью переспать с собой и предоставляя её не всем мужчинам, а избранным Он обвиняет женщин, которые «не дают секс», в высокой доле разводов, ранней мужской смертности, войнах и других глобальных проблемах. «Секс — это единственный ресурс на Земле, который жизненно нужен мужчинам», — рассказывал Поднебесный. Оргазм не является целью секса, он нужен для обмена «сексуальной энергией», без которой мужчина терпит неудачи.
В июне 2024 года стало известно, что российская ученица сослалась на Алексея Поднебесного в сочинении для ЕГЭ и получила за творческую работу высокий балл.
В рунете Поднебесный стал героем мемов, основой для которых становились его эксцентричное поведение и многочисленные просьбы «дать ему секс». Популярной стала фраза Поднебесного: «Мне нужен секс любой ценой, но бесплатно».
В ноябре 2019 года полиция Нижнего Новгорода завела против Поднебесного административное дело по ст. 20.3.1 КоАП («Возбуждение ненависти либо вражды, а равно унижение человеческого достоинства») из-за ряда резонансных мизогинных высказываний, в которых в том числе содержались призывы смягчить уголовное наказание за изнасилование. В декабре 2019 года Нижегородский районный суд постановил арестовать Поднебесного на семь суток, но после обжалования дело отправили на пересмотр. Областной суд оставил решение районного суда без изменений.

### Недобровольная психиатрическая госпитализация (2021—2022)
В 2021 году Поднебесный, который на тот момент являлся студентом медицинского колледжа, в своём блоге во «ВКонтакте» высказывался на тему школьных шутингов. На записи обратил внимание и пожаловался нижегородский политик Роман Зыков, являвшийся координатором «Национально-освободительного движения» и депутатом городской думы. В этих записях, как говорится в заявлении на Поднебесного, он оправдывал убийц. Кроме того, родители нескольких соучеников Поднебесного подписались под обращением к директору колледжа с просьбой «оградить детей» от Поднебесного. Сам же активист говорит, что лишь искал причину таких поступков, и нашёл её в «недобровольном воздержании от секса». 8 октября 2021 года Поднебесного задержала ФСБ. Он утверждает, что оперативники ФСБ вызвали скорую помощь, но медики отказались его госпитализировать, не увидев оснований. Тогда оперативники просто увезли его в нижегородскую психиатрическую больницу № 2. 11 октября больница обратилась в Ленинский районный суд с просьбой санкционировать недобровольную госпитализацию Поднебесного в стационар. Выездное заседание Ленинского суда прошло в психиатрической больнице. Поднебесный настаивал, что никогда не одобрял расстрелы, но как блогер реагировал на заметные общественные события. Необходимость госпитализации в суде обосновывала психиатр Лала Касимова. Суд постановил недобровольно госпитализировать Поднебесного на шесть месяцев. В больнице руки, шея, тело Поднебесного были искусаны клопами, что зафиксировал представитель уполномоченного по правам человека в Нижегородской области. 28 октября он был выпущен на дневной стационар. Поднебесный связывает госпитализацию со своей общественной деятельностью, Радио «Свобода» назвало её «первым случаем недобровольной госпитализации оппозиционера».
В феврале 2022 года Поднебесный оспорил принудительную госпитализацию, суд признал её незаконной. За незаконное помещение в психбольницу он отсудил у Министерства финансов России 60 тысяч рублей.
Одновременно суд отказал Поднебесному в удовлетворении его исковых требований к психиатрической больнице в части взыскания компенсации вреда за содержание Алексея в условиях, нарушающих санитарно-гигиенические нормы, предположительно из-за укусов клопов. Суд возложил на Поднебесного расходы по оплате производства экспертизы, которая не доказала факт укусов – 42800 рублей. В результате общий размер компенсации, присуждённой Поднебесному, фактически составил не 60 тысяч рублей, а 17200 рублей.
В июне 2022 года Автозаводский районный суд Нижнего Новгорода назначил Поднебесному административный штраф в размере 30 тысяч рублей из-за поста в соцсетях, в котором он заявил, что денег, потраченных Россией на один день «спецоперации» в Украине, хватит на то, чтобы обеспечить все дома в Нижнем Новгороде горячим водоснабжением. В решении суда говорилось, что в своей публикации Поднебесный обособил слово «спецоперация» кавычками, что, по мнению суда, «безусловно свидетельствует об ироническом, противоположном, пренебрежительном значении вышеуказанного слова».

### Обвинение в сексуальных связях с лицом, не достигшим шестнадцатилетнего возраста (2024)
В апреле 2024 года глава «Лиги безопасного интернета» Екатерина Мизулина потребовала от правохранительных органов проверить деятельность Алексея Поднебесного. По её мнению, он распространяет «деструктивный контент», преследует девушек и угрожает им, публикует их персональные данные и «распространяет материалы педофильского характера». Поднебесный назвал утверждения Мизулиной ложью и клеветой. Дело заведено не было.
19 августа 2024 года Поднебесный был задержан в Санкт-Петербурге. Ранее Мизулина обвинила его в «пропаганде педофилии» и пообещала обратиться в Следственный комитет в связи с видео, на котором Поднебесный целуется с 15-летней девушкой и держит её за грудь. Поднебесный, в свою очередь, утверждает, что она представилась 23-летней, и отрицает секс с ней в «какой-либо форме». Позднее стало известно, что против Поднебесного возбуждены два уголовных дела по статьям о половом сношении с человеком, не достигшим 16-летнего возраста (часть 1 статьи 134 УК), и о совершении развратных действий без применения насилия в отношении человека, не достигшего 16-летнего возраста (часть 1 статьи 135 УК). 21 августа Поднебесный признал свою вину в развратных действиях сексуального характера и попросил суд об избрании меры пресечения в виде домашнего ареста, однако Смольнинский суд Петербурга отправил его в СИЗО. Во время выхода из зала заседаний Поднебесный заявил, что ему угрожают убийством.
Согласно расследованию «Бумаги», в многочисленных видео и постах, которые Поднебесный выкладывал до задержания, он обвинял бывшую супругу Валерию в том, что она ради мести инициировала кампанию по написанию жалоб на него Мизулиной. Telegram-канал, который принадлежит бывшей супруге Поднебесного, действительно опубликовал шаблон обращения Мизулиной по поводу связи Поднебесного с 15-летней девушкой. По словам источников «Бумаги», эпизод освещали несколько небольших блогеров и Telegram-каналов, которые провели доксинг: нашли страницу девушки, установили её возраст по словам одноклассницы, а также связались с её матерью. Администратор канала, который публикует информацию о Поднебесном с 2020 года, написал около пяти заявлений в полицию и жалобу по месту учёбы Поднебесного по подозрению в «оправдании педофилии» задолго до того, как делом заинтересовалась Мизулина.
22 августа 2024 года бывшая жена Поднебесного Валерия заявила, что доставила в СИЗО 30 кг поваренной соли; этим она исчерпала месячный лимит на передачи для адресата. Пресс-служба ФСИН заявила, что это не соответствует действительности.
10 декабря 2024 года органы следствия и прокуратуры сообщили, что уголовное дело в отношении Алексея Поднебесного направлено с обвинительным заключением в суд. Окончательно ему было предъявлено обвинение в совершении двух эпизодов полового сношения и двух эпизодов развратных действий без применения насилия с лицом, не достигшим шестнадцатилетнего возраста (часть 1 статьи 134 УК РФ, часть 1 статьи 135 УК РФ). По данным следствия, эти преступления были совершены в период со 2 по 4 августа 2024 года в различных местах Центрального района Санкт-Петербурга.
20 мая 2025 года Алексея Поднебесного освободили из СИЗО, заменив ему нахождение под стражей на запрет определённых действий. Поднебесному запретили пользоваться Интернетом, посещать массовые мероприятия и рассказывать подробности дела в СМИ.

## Личная жизнь
Алексей Поднебесный был дважды женат.
Первая жена Евгения (2010—2016). Развод был инициативой супруги, которой «надоело, что он участвовал в оппозиционной деятельности».
Вторая жена Валерия. Брак с ней Алексей заключил в конце 2021 года, вскоре после его выписки из психиатрической больницы. В 2023 году Валерия обвинила Поднебесного в домашнем насилии, блогер отрицал обвинения и называл жену «фемской бабищей». Супруги стали жить отдельно, а в мае 2024 года официально развелись.